# Camel Spiders – Angriff der Monsterspinnen
Camel Spiders – Angriff der Monsterspinnen ist ein US-amerikanischer Tierhorrorfilm von Jim Wynorski aus dem Jahr 2011.

## Handlung
In Afghanistan bekämpft die US-Army unter Leitung von Captain Sturges die Taliban, als die Terroristen plötzlich von Riesenspinnen angefallen und getötet werden. Eine Spinne kriecht unerkannt in den Mund eines gefallenen US-Soldaten und gelangt so im Sarg nach Arizona, wo sie sich rasant vermehrt. In Arizona ist wenig später auch Captain Sturges gelandet und führt mit Sergeant Shelly Underwood eine Waffenlieferung durch. Durch einen Autounfall sind sie gezwungen, ihre Fahrt abzubrechen. Sheriff Beaumont organisiert ihnen eine Unterkunft für die Nacht und fährt mit Sturges zum Restaurant von Reba. In der Gegend werden unterdessen mehrere Jugendliche beim Picknick von Riesenspinnen getötet und Teilnehmer einer Expedition durch die Tiere angefallen. Zwei Studentinnen und ihren Freunden gelingt die Flucht in ein leerstehendes Haus, wo am nächsten Morgen einer der jungen Männer von Spinnen getötet wird. Die drei Überlebenden retten sich in ein nahestehendes Auto, wo ein weiterer Mann von einer Spinne angefallen wird und umkommt. Das Schicksal der Frauen bleibt ungeklärt.
In Rebas Restaurant sehen sich die Gäste – neben Sturges und Sheriff Beaumont auch zwei Immobilienhaie und ein in Scheidung lebendes Paar mit ihrer Tochter Hayley – bald zahlreichen Spinnen gegenüber. Sturges kann Shelly alarmieren, die mit dem Army-Truck erscheint und alle Gäste und das Personal davonfährt. Die Spinnen folgen dem Wagen; der Versuch Sturges’, seinen Vorgesetzten von den Monsterspinnen in Kenntnis zu setzen, scheitert zunächst. Die Immobilienhaie leiten den Truck zu einer Gipsfabrik, wo sich alle in einem bunkerartigen Bau verschanzen. Als der Sheriff zum Rauchen auf das Fabrikdach geht, wird er von Spinnen getötet. Ein Versuch von Sturges und anderen, zu einem unweit der Fabrik stehenden Lieferwagen zu gelangen, scheitert an den Spinnen im Keller. Mit dem Army-Truck können sie wiederum nicht fliehen, weil er infolge des Autounfalls beschädigt ist.
Sturges gelingt es, seinem Vorgesetzten von der aussichtslosen Lage zu berichten und eine Flächenbombardierung vorzuschlagen. Anschließend begibt sich eine Gruppe aus der Fabrik zum Lieferwagen, wobei sie sich den Weg freischießen und bald keine Spinnen mehr zu leben scheinen. Von den in der Fabrik Zurückgebliebenen zeigen sich zwei zu ungeduldig: Ein Immobilienhai verlässt unbewaffnet das schützende Innere und wird von Spinnen getötet. Das Mädchen Hayley verlässt die Gruppe, weil ihr Vater zu den Leuten gehört, die sich zum Lieferwagen durchgekämpft haben, und sie zu ihm will. Sie wird von Shelly gerettet, doch hat zuvor bereits einer der Männer für Hayley sein Leben gelassen. Den restlichen Personen in der Fabrik, darunter Hayleys Mutter, gelingt die Flucht zum Lieferwagen, mit dem sich die Gruppe schließlich von der Gipsfabrik entfernen kann – gerade rechtzeitig, bevor das Flächenbombardement der Army beginnt. Einige Zeit später ist sich die Armee sicher, den Spinnen den Garaus gemacht zu haben. Es zeigt sich jedoch, dass die Tiere bereits in neue, stärker bevölkerte Gefilde vorgedrungen sind.

## Produktion
In Camel Spiders – Angriff der Monsterspinnen nahm Regisseur Jim Wynorski eine echte Spinnenart als Vorlage für die im Film mutierten Spinnen: Walzenspinnen, umgangssprachlich als Kamelspinnen (engl. camel spider) bezeichnet, leben auch in Wirklichkeit in Trockengebieten wie z. B. Afghanistan, werden aber im Film entsprechend der über sie verbreiteten Meinung bezüglich Größe und Verhaltens stark übertrieben dargestellt. Die Dreharbeiten nahmen ca. zwei Wochen in Anspruch.
Der Film wurde für den Fernsehsender Syfy produziert und am 4. März 2011 erstmals gezeigt. Anchor Bay brachte den Film zudem auf DVD auf den Markt. In Deutschland erschien der Film am 6. Juli 2012 auf DVD. Am 1. August 2014 war Camel Spiders – Angriff der Monsterspinnen im Rahmen der Reihe Die schlechtesten Filme aller Zeiten (SchleFaZ) auf Tele 5 auch im deutschen Fernsehen zu sehen, wobei er von Oliver Kalkofe und Peter Rütten kommentiert wurde. In diesem Zusammenhang wurde er auch einmalig in verschiedenen deutschen Kinos gezeigt.

## Kritik
„Unlustig[er] und öde[r] Monstertrash, der nicht nur Arachnophobiker das Gruseln lehrt. Fazit: Monstermurks der spinnerten Art“, fasste Cinema knapp zusammen. Der film-dienst sah im Film einen „Katastrophenthriller, den man als Allegorie auf das US-amerikanische Kriegs- und Terrortrauma deuten könnte, würde er formal und auch inhaltlich nicht derartig niveaulos sein.“